# Pelvicachromis pulcher
El Kribensis o Cíclido Púrpura (Pelvicachromis pulcher) es una especie de pez africano de la familia Cichlidae en el orden de los Perciformes. Es popular en el mundo de la acuariofilia.

## Acuario ideal
De 60 litros en adelante y como ideal de casi 100 litros ya que es un ciclido africano aunque se puede tener con ciclido parrot, se necesitan tener en cuenta los 20 litros que cada uno necesita pero para tener 2 machos se necesitaría un acuario grande o si no se pelearían.

## Morfología
Los ejemplares macho suelen alcanzar un tamaño máximo de 10 cm en su etapa adulta y sus aletas son puntiagudas, mientras que las hembras no suelen sobrepasar los 6 cm y tienen las aletas redondeadas.
La coloración de su cuerpo suele ser púrpura, con tonalidades amarillentas en todas sus aletas y con ocelos negros en la aleta caudal. Los colores son más vivos e intensos en las hembras, las cuales suelen tener una mancha ventral de un color púrpura o rosa intenso que se torna oscuro en momentos de excitación.

## Distribución geográfica
Es originario de los ríos nigerianos de Ethiop y Jamieson, en África.

## Alimentación
Existe una gran controversia en torno a la cuestión de qué debe alimentar a los cíclidos kribensis. La mayor parte de la información disponible indica claramente que los kribs son ominvoros, pero varios estudios recientes parecen indicar que la mayoría de su dieta se compone de algas y materia vegetal.

## Reproducción
El cortejo es vistoso y fácil de observar. Los tonos dorados y azules y las líneas negras de la cara se intensifican y a la hembra se le oscurece su mancha rosa abdominal virando a un color vinoso. Las hembras en celo pelean entre ellas y cuando se encuentran todo su tercio posterior se vuelve de un azul casi negro. Los machos expulsarán activamente a otros machos y persiguen a las hembras. En acuarios pequeños y sin escondites pueden matarla y puede ser necesario separarla hasta que esté lista para desovar. De todos modos hay variación entre el carácter de cada ejemplar y depende del tiempo que lleve formada la pareja (Las parejas que han criado juntas antes se vuelven más tolerantes entre sí en sucesivas crías).
Los huevos se depositan dentro de algún objeto que sirva como cueva. La hembra permanece dentro mientras el macho vigila fuera y posteriormente pueden turnarse para incubar. Las diminutas larvas son transparentes y con puntos negros y se mimetizan bien con el fondo. Al principio la hembra atacará furiosamente al padre si se acerca. Al pasar los días se vuelve más tolerante. Las larvas pastan en el fondo mientras son permanentemente vigiladas por los padres. Ante un peligro, los padres se alejarán o muestran su librea agresiva y las larvas se dejarán caer inmóviles al fondo inmediatamente. No se moverán hasta que uno de los padres vuelva a llevárselos con el color normal. No son incubadores bucales pero los padres pueden absorber a las crías con su boca para ponerlas a salvo o transportarlas a otro lugar y durante la noche las mueven de nuevo a la cueva una a una.
Los alevines crecerán bien con una dieta de escamas, yema de huevo cocido y algas del fondo y pronto les salen dos bandas pardas horizontales y manchas en la cola como pequeñas versiones de los padres. Los machos empiezan a mostrar una banda azul brillante en la aleta dorsal y un mayor tamaño. En ese momento los padres irán perdiendo interés en ellas gradualmente y si el acuario es pequeño es mejor separarlos.